# Фастівська міська територіальна громада
Фастівська міська територіальна громада — територіальна громада в Україні, у Фастівському районі Київської області. Адміністративний центр — місто Фастів.
Площа громади — 336,7 км², населення — 64 174 особи (2020).
Утворена 12 червня 2020 року шляхом об'єднання Фастівської міської ради обласного значення та Борівської селищної, Бортниківської, Великоснітинської, Веприцької, Малоснітинської, Мотовилівської, Мотовилівськослобідської, Оленівської, Фастівецької сільських рад Фастівського району.

## Населені пункти
До складу громади входять 1 місто (Фастів), 1 селище (Борова) і 16 сіл:
- Бортники
- Велика Мотовилівка
- Велика Офірна
- Велика Снітинка
- Веприк
- Вишняки
- Клехівка
- Козацьке
- Мала Офірна
- Мала Снітинка
- Млинок
- Мотовилівка
- Мотовилівська Слобідка
- Оленівка
- Тарасенки
- Фастівець

## Старостинські округи
- Борівський
- Бортниківський
- Великоснітинський
- Веприцький
- Малоснітинський
- Мотовилівський
- Мотовилівськослобідський
- Оленівський
- Фастівецький